# Сибирская парламентская группа
Сиби́рская парламентская группа (1907—1917) — политическая группа депутатов Государственной думы Российской империи, созданная для отстаивания интересов Сибири и регионов Средней Азии.

## Образование и деятельность

### Во Второй Думе

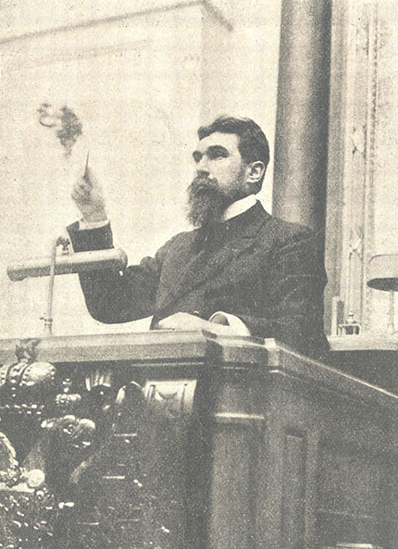
В. И. Дзюбинский, руководитель Сибирской группы в III и IV Думах

20 марта 1907 года в Государственной думе состоялось, по инициативе И. П. Лаптева, учредительное собрание группы сибирских депутатов.
В. В. Колокольников по поводу образования группы сказал: «Есть течение образовать в Петербурге организационное бюро особой… сибирской партии, которая имела бы разветвления в Сибири, где, в конце концов, и должен быть комитет общесибирской партии».
Принципиально изъявили своё согласие войти в группу все наличные депутаты Сибири и степных областей. Изначально группа составилась из 13 человек. Среди них были депутаты:
- Тобольской губернии — Н. Л. Скалозубов, В. В. Колокольников, Ф. И. Байдаков, Т. В. Алексеев;
- Акмолинской области — Ш. Кощегулов, А. К. Виноградов;
- От сибирских казаков — И. П. Лаптев;
- Семипалатинской области — Т. Т. Нороконев, Н. Я. Коншин;
- Тургайской области — А. К. Беренжанов, И. Ф. Голованов;
- Уральской области — Б. Б. Каратаев;
- Сырдарьинской области — Т. Аллабергенов.

Составление устава группы и основных положений было поручено И. П. Лаптеву.
Следующее собрание группы было назначено 24 марта 1907 года.
На первом своём заседании в Думе группа подняла следующие первоочерёдные вопросы: введение в Сибири земства, организация переселенческого дела, землеустройство в Сибири, порто-франко и прочее.

### В Третьей Думе
В Сибирскую группу III Государственной думе входили В. И. Дзюбинский, А. Г. Мягкий, К. И. Молодцов, Н. К. Волков, А. А. Войлошников, Н. Л. Скалозубов, А. И. Шило, Н. В. Некрасов, В. А. Караулов, В. К. Штильке, Н. А. Маньков, Ф. Н. Чилкин.
5 ноября 1907 года на втором заседании Думы В. И. Дзюбинский выступил на защиту Сибирской группы в думе:

Значительное большинство предыдущих ораторов соглашалось с тем, что в президиуме все фракции и национальности должны иметь своих представителей. Некоторые ораторы даже перечисляли те фракции, те народности или группы, которые должны иметь своих представителей, но в речах предыдущих ораторов я не слышал, чтобы кто-нибудь упомянул о том, что отдалённая далёкая Сибирь, этот огромнейший край, должна иметь и своего представителя в президиуме Государственной Думы. Во второй Государственной Думе была образована особая сибирская группа, которая представляла интересы отдалённой Сибири. В настоящую Думу 3-го созыва сибирские депутаты не имели возможности приехать ко времени её открытия, благодаря распоряжению администрации о назначении выборов в одну из последних очередей, именно 25 октября; по некоторым же губерниям выборы членов Государственной Думы не назначены и до сих пор. Выбранные депутаты отдалённой Сибири не успели ещё прибыть. Я прибыл кажется, в единственном числе. Моя обязанность, нравственный долг, напомнить о существовании далёкого края и о том, что этот край имеет право на место представителя в секретариате. Поэтому я предлагаю следующее: или, не предрешая вопрос о числе помощников секретаря в президиуме, оставить одно место для группы сибирской, или, если будет окончательно решён вопрос о назначении точного и справедливого числа помощников секретаря, то при определении фракций и групп, принять во внимание интересы отдалённой заброшенной Сибири и оставив для сибирской группы одно место помощника секретаря. Сибирь забытая администрацией, пусть не будет забыта народными представителями.

### В Четвёртой Думе

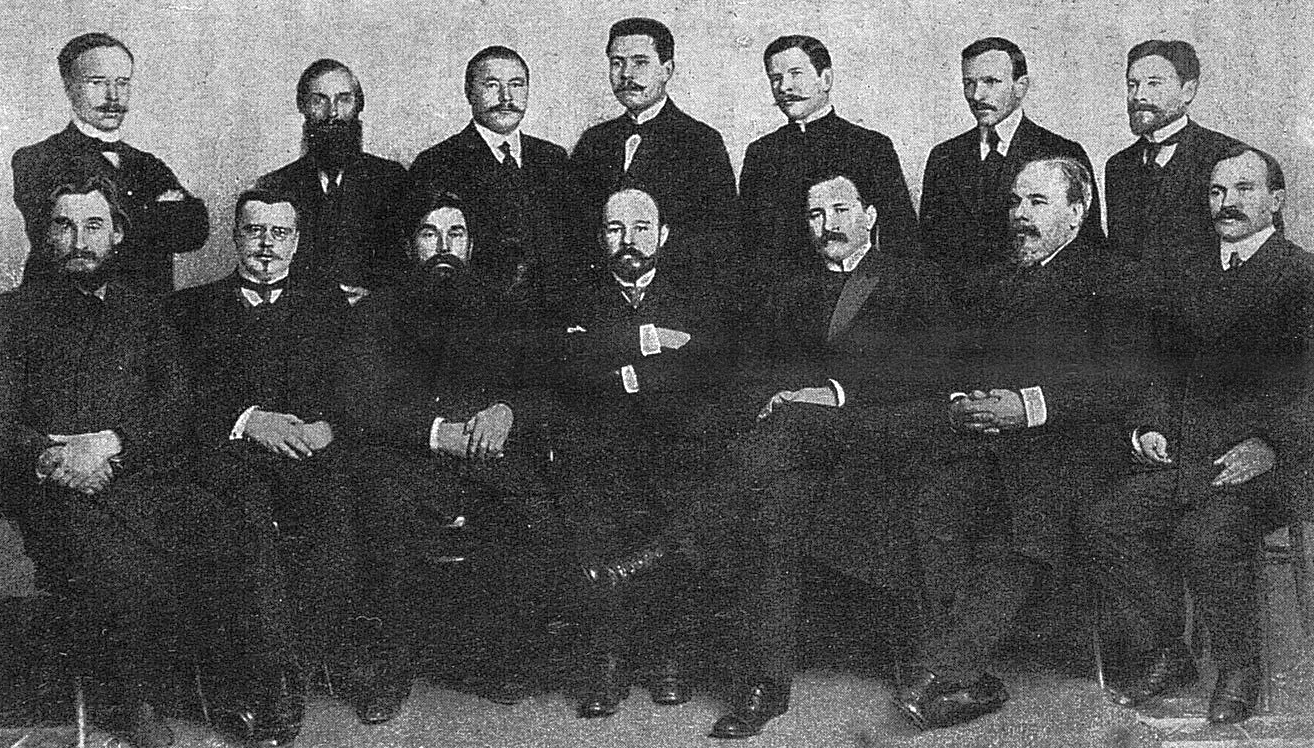
Сибирская группа членов IV Государственной думы. Сидят (слева): А. С. Суханов, В. Н. Пепеляев, В. И. Дзюбинский, Н. К. Волков, Н. В. Некрасов, С. В. Востротин, М. С. Рысев. Стоят: В. М. Вершинин, А. И. Русанов, И. Н. Маньков, И. М. Гамов, А. А. Дуров, А. И. Рыслев, С. А. Таскин.

В Сибирскую группу IV Государственной думе входили А. С. Суханов, В. Н. Пепеляев, В. И. Дзюбинский, Н. К. Волков, Н. В. Некрасов, С. В. Востротин, М. С. Рысев, В. М. Вершинин, А. И. Русанов, И. Н. Маньков, И. М. Гамов, А. А. Дуров, А. И. Рыслев, С. А. Таскин.
Особый след в группе оставили депутаты: В. И. Дзюбинский (руководитель группы вплоть до 1917 года), В. В. Колокольников (инициатор учреждения группы и её секретарь-казначей).

## Устав
В 1907 году был принят проект временного устава сибирской группы прогрессивных депутатов:
§ 1. Думская группа сибирских прогрессивных депутатов образуется с целью объединения депутатов Сибири и Степных областей: 1. для разработки сибирских вопросов, 2. для подготовки и рассмотрения законопроектов, касающихся Сибирских и Степных областей, 3. для установления связи с населением (издание книг, газет и т. д.).
§ 2. Исполнительным органом группы является комитет, состоящий из председателя, двух членов и секретаря. Комитет избирается общим собранием членов группы на один год.
§ 3. Для разработки отдельных законопроектов и вопросов образуются специальные комиссии (аграрная, по местному самоуправлению, по казачьему и инородческому вопросам, финансовая и т. д.).
§ 4. Дела в комитете решаются простым большинством голосов. Постановление большинства для меньшинства не обязательны.
§ 5. В заседаниях группы и в комиссиях участвуют: 1. бывшие сибирские депутаты, 2. другие лица, могущие быть полезными при рассмотрении сибирских вопросов.
§ 6. Размер членского взноса определяется общим собранием группы.

## Официальный орган
Органом группы служил периодический сборник-журнал «Сибирские вопросы» (созданный в 1905 году), который во время сессий должен был выходить не ежемесячно, а ежедневно с 1 апреля 1907 года. В числе его сотрудников состояли и некоторые из сибирских депутатов.
Издание выходило в Санкт-Петербурге в типографии В. П. Сукачёва (Альтшулера).

## Руководство
Председатели
- И. П. Лаптев (1907);
- Н. К. Волков (1907—1911);
- В. И. Дзюбинский (1911—1917);

Секретари-казначеи
- В. В. Колокольников (1907);
- Н. Л. Скалозубов (1907—1915†);
- ? (1915—1917).

## Галерея

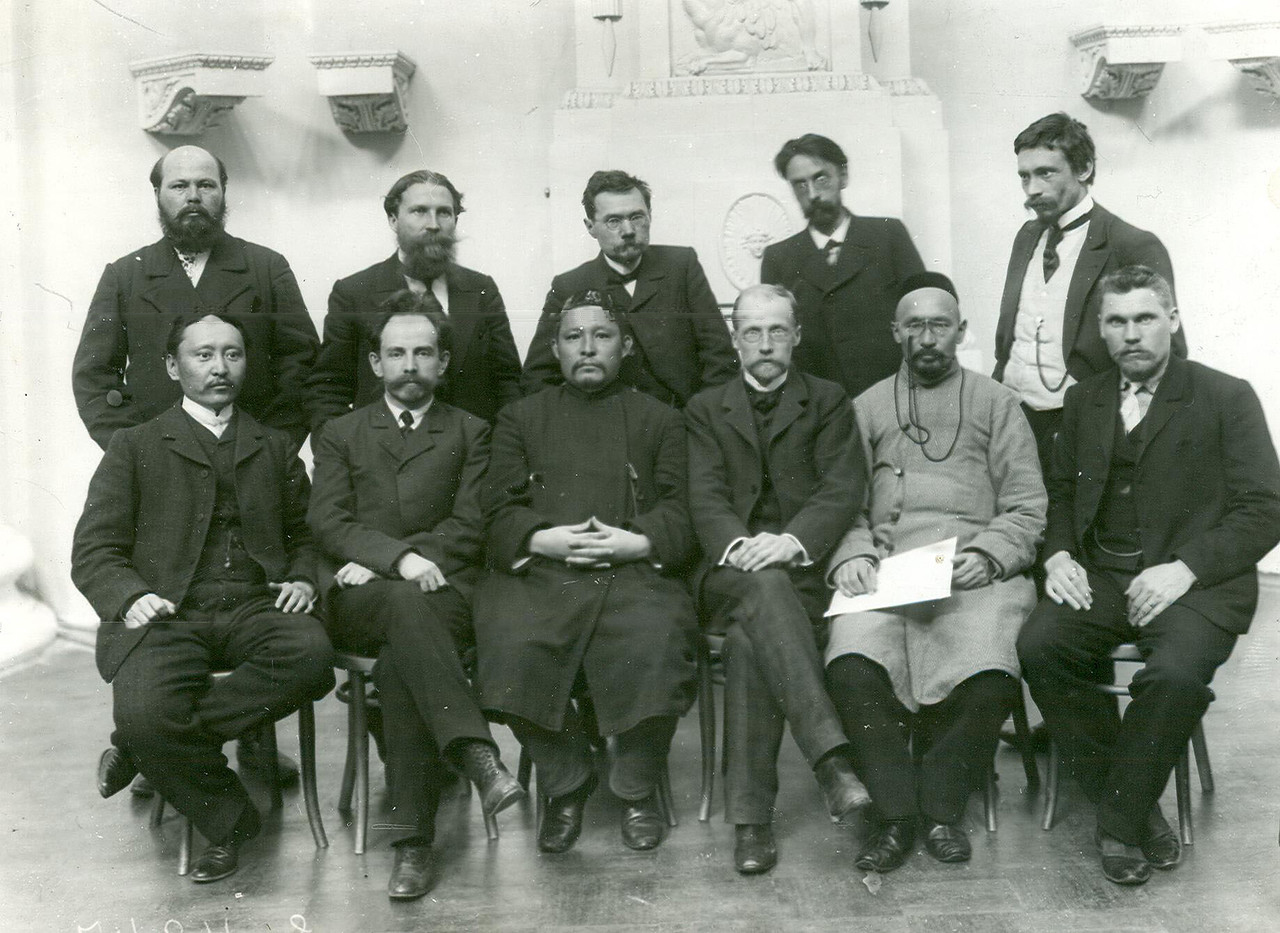
Сибирская парламентская группа во II Государственной Думе
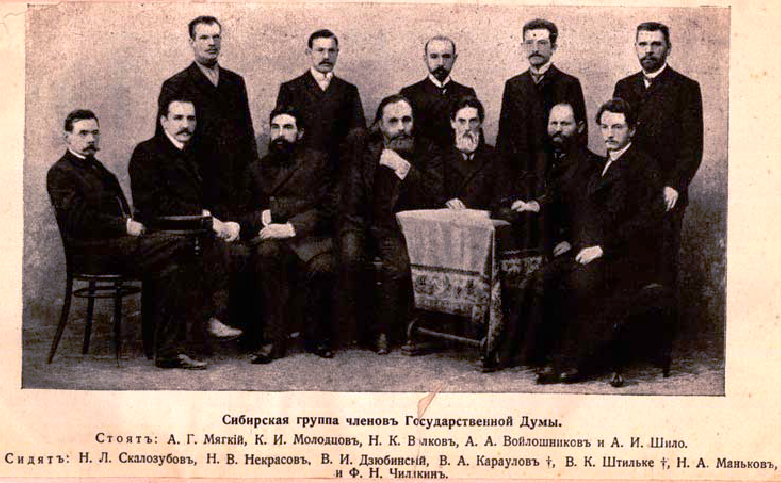
Сибирская парламентская группа в III Государственной Думе
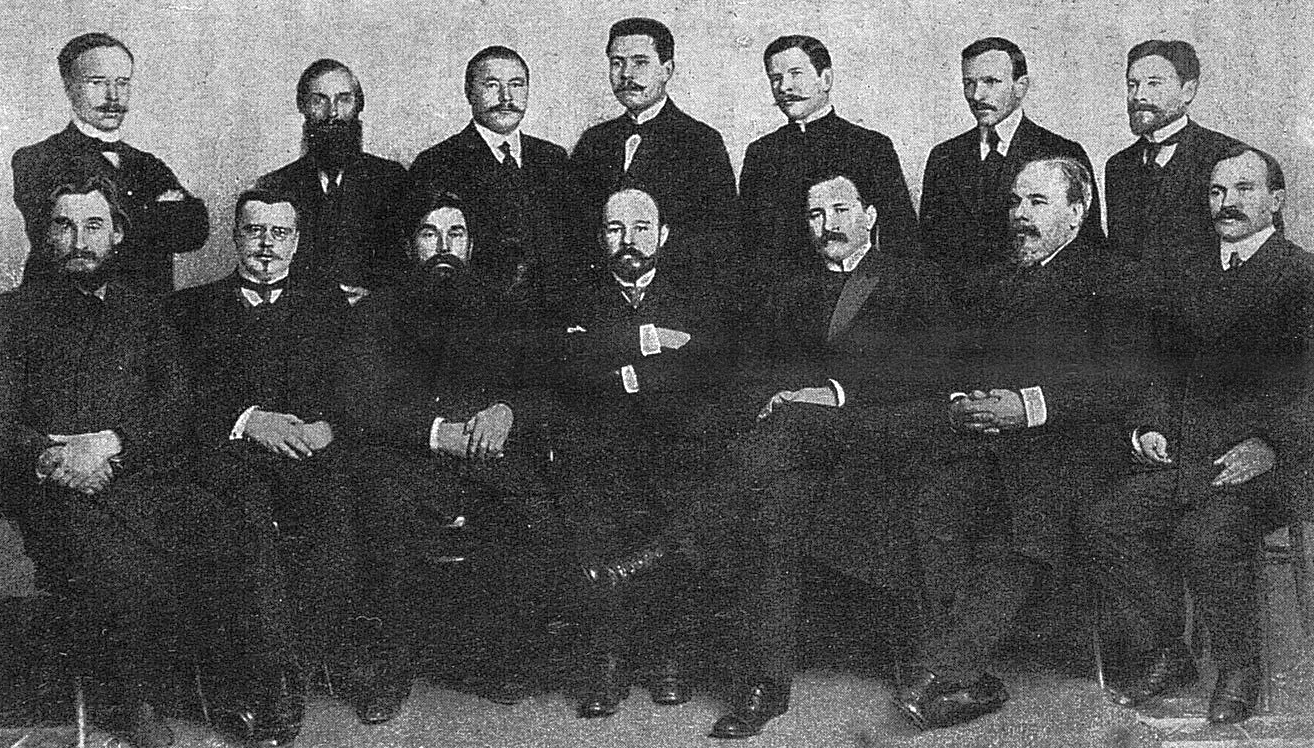
Сибирская парламентская группа в IV Государственной Думе